# Отто Герзінг
Отто Герзінг (нім. Otto Hersing; 30 листопада 1885, Мюльгаузен — 5 липня 1960, Мюнстер) — німецький офіцер-підводник, фрегаттен-капітан крігсмаріне. Кавалер ордена Pour le Mérite.

## Біографія
Син професора офтальмології Вільгельма Герзінга (1846-1926) і його дружини Луїзи (1863-1927).

### Початок військової кар'єри
11 квітня 1903 року вступив на флот. Пройшов підготовку на навчальному вітрильнику «Штош», торпедному навчальному кораблі «Блюхер» та артилерійському навчальному кораблі «Марс», після чого продовжував службу на ескадреному броненосці «Імператор Вільгельм II».
28 вересня 1906 року призначений на невеликий крейсер «Гамбург». Потім служив ротним офіцером 1-ї торпедної дивізії і вахтовим офіцером на міноносцях.
В 1911/13 роках на посаді палубного офіцера брав участь у дальньому поході Вест-Індією та Середземним морем на крейсері «Герта». Ще до Першої світової війни Герзінг пройшов навчання в школі підводників. 22 жовтня 1913 року отримав власну команду та підводний човен SM U-21.
Німецьке морське командування під час війни приймало величезні застереження, щоб зберегти в секреті справжній номер човна Герзінга. Воно зазвичай практикувало повідомлення плутаних даних про командирів та номери човнів «U», щоб змусити ворога думати, що Німеччина має більше підводних сил, ніж їх було насправді. Протягом усієї війни човном Герзінга був SM U-21, але про нього командування часто згадувало як SM U-51.

### Перший успіх
5 вересня 1914 року під час третього бойового походу SM U-21, перебуваючи на південь від острова Мей, проводив зарядку батарей, коли спостерігач відзначив на горизонті дими. Це була група британських есмінців 8-ї флотилії на чолі з легким крейсером «Слідопит».
Герзінг наказав зануритись з метою зблизитись на зустрічних курсах і після циркуляції вийти в позицію атаки. Однак, крейсер змінив курс, тому Герзінг відмовився від атаки і вирішив продовжити перервану появою крейсера зарядку батарей. Але раптово крейсер знову змінив курс, і це виявилось фатальним для британців. Крейсер був досить легкою здобиччю — заощаджуючи вугілля (Королівські ВМС Великобританії відчували гострий дефіцит вугілля), «Слідопит» розвинув лише 5 вузлів . Побачивши крейсер, що повертається, Герзінг не вагався. О 15.43 SM U-21 випустила єдину 500 мм торпеду G-типу, яка потрапила в лівий борт в районі передньої труби. Вибух артилерійського льоху розламав крейсер навпіл, і він стрімко, за 4 хвилини, затонув, не залишивши шансу на порятунок 259 морякам. Англійці не помітили сліду торпеди і спочатку приписали загибель «Слідопита» підриву на міні.
Загибель маленького крейсера стала лише початком успішної підводної війни. Постріл Герзінга відкрив нову сторінку історії морської війни. Тепер надводні кораблі (і військові, і торгові) перестали відчувати свою невразливість від ударів з-під води.

### Похід до Ірландського моря
Герзінг був першим командиром-підводником, який проник у Ірландське море і спустошив тут британську торгівлю. Курс туди міг бути прокладений або через Англійський канал або довкола північної Шотландії. Герзінг вибрав шлях через Ла-Манш. Цей перехід виявився простішим, ніж Герзінг очікував. Вузький водний прохід був сповнений мін, але англійці у своїй першій мінній постановці зробили невеликий прорахунок. Вони поставили смертоносні сталеві кулі надто близько до поверхні. SM U-21 пробралася крізь них у глибині.
Йдучи вздовж французького берега підводний човен SM U-21 топить 23 листопада 1914 року французький пароплав «Малахіт» (Malachite). Через три дні в тих же французьких водах, Герзінг топить британський пароплав «Прімо» (Primo), який перевозив вугілля з Англії в Руан.
У січні 1915 року почалося рекордне на той час крейсерство SM U-21 в Ірландське море. У ході цього походу човен Герзінга не тільки топив ворожі транспортні кораблі, але й обстріляв наземні цілі.
Неподалік порту Ліверпуль поблизу доків у Берроу знаходився аеродром. SM U-21 підійшов близько до берега і відкрив раптово вогонь по доках та ангарах зі своєї невеликої зброї, викликавши великий подив на березі.
30 січня 1915 року, за 6 миль від Ліверпульської гавані, Герзінг потопив навантажений вугіллям 6000-тонний пароплав «Бен Круашан» (Ben Cruachan) і ще 2 невеликі пароплави. Звістка про ворожий човен, що топить кораблі біля Ліверпуля, безсумнівно схвилювала англійців. На місце дій кинулися есмінці та патрульні судна, які розпочали пошуки човна. Посіявши паніку, Герзінг вважав за краще не ризикувати і повернувся через канал на базу у Вільгельмсгафен.

### Перехід у Середземне море
Незабаром після походу в Ірландське море Герзінг вирушив у відомий похід із Північного моря до Константинополя. Курс туди міг бути прокладений, або через Ла-Манш, або довкола Британських островів. Обидва маршрути були дуже важкі для човна. Канал був сповнений ворожих кораблів, мін і сітей, а круговий шлях навколо Шотландії в ті дні був надто тривалим для човнів з їхнім невеликим запасом палива. Герзінг вибрав більш безпечний шлях навколо Шотландії.
На довгій дорозі з Вільгельмсгафена до Константинополя не було жодної дружньої гавані, де б SM U-21 змогла прийняти провізію та паливо доки не дійде до Каттаро — австрійського порту в Адріатичному морі, що знаходився на відстані чотирьох тисяч миль від Вільгельмсгафена. Жоден човен з наявних тоді не міг прийняти на борт потрібний для такого довгого крейсерства запас палива та їжі, тому десь між Вільгельмсгафеном і Каттаро човен повинен був поповнити його. Німецьке адміралтейство пристосувало для цієї мети один із океанських пароплавів «Марсала» (Marsala), який мав зустріти SM U-21 біля берегів Іспанії та передати на човен провізію та паливо.
До зустрічі з пароплавом «Марсала» похід пройшов без пригод, але потім виникли непередбачені труднощі. Рідке паливо, прийняте для SM U-21 з «Марсали», виявилося поганим і відмовилося горіти в дизель-моторах човна. І Герзінг був знову поставлений перед вибором — повернути назад до Вільгельмсгафена або намагатися дістатися Каттаро. Незважаючи на нестачу палива, Герзінг продовжив похід і 6 травня 1915 року SM U-21, пройшовши Гібралтар, увійшов в Середземне море.
Через тиждень після переходу Гібралтарської протоки і через 18 днів після виходу з Вільгельмагафена SM U-21 увійшов, нарешті, до Адріатики і 13 травня 1915 року був взятий на буксир австрійським міноносцем. У цистернах човна залишалося 1.8 тонн палива. Протягом тижня SM U-21 стояв в Каттаро для виконання ремонту та навантаження на борт необхідних запасів, а потім знову вийшла в море та попрямувала через Егейське море до Галліполійського півострова.

### Потоплення лінійного корабля «Тріумф»
Герсінг вийшов у Дарданелли 20 травня, пройшовши протокою Церіго і уникнувши мінних загороджень. У цей момент тут була в самому розпалі Дарданелльська операція. Біля Дедеагача він атакував російський крейсер «Аскольд», а потім 25 травня викликав жах своєю появою серед британських кораблів біля Галліполі.
Спочатку він безуспішно атакував лінійні кораблі «Свіфтшур» та «Відплата», потім, зустрівши у Габа-Тепі «Тріумф», він вичікував 2 години можливості випустити торпеду. Торпеда зробила свою справу; лінкор повільно перекинувся і затонув о півгодини, причому загинуло 75 чоловік команди. SM U-21, що випливла для спостереження за результатами свого влучення, була негайно атакована.
Сам Герзінг розповідав про цю операцію так:
«Настав день. Перед нами лежав берег із бухтами, скелями та пагорбами — голими, жовтими, спаленими. Денна битва вздовж узбережжя ще не почалася. Море було спокійне, що не було ідеальним для наших дій. Краще передчасно не показувати перископа в цих водах. Ми пірнули на глибину і вирушили далі на пошуки бажаних об'єктів для торпедних атак.
Спливши знову під перископ, ми помітили, нарешті, біля мису Хеллес британські лінійні кораблі. Швидкий погляд на морський довідник, і я за фотографіями та описами визначив, що вони є гігантам типу Majestic. Лінкори стріляли залпами зі своїх важких гармат по турецьких позиціях уздовж пагорбів, закидаючи їх тоннами вибухової речовини.
Ближче від лінкорів стояло шпитальне судно, а навколо них було кілька дюжин патрульних суден, міноносців і винищувачів, які ходили зигзагоподібними курсами в пошуках непризваних прибульців. Чи всі ці пошуки були результатом доповідей про нашу присутність у Середземному морі? Так це чи не так, але проте було ясно, що англійці використовують усі можливі застереження для захисту своїх лінійних кораблів від торпедних атак підводних човнів, тоді як вони бомбардують позиції турків.
"Рідкісна гра для нашого човна.", сказав я, звертаючись до свого вахтового офіцера, і обережно направив SM U-21 до трьох вивергаючих вогонь Левіафанів.
"Прибрати перископ!" — крикнув я швидко. У напрямку до нас йшов есмінець. Я не знав, чи бачив він перископ чи ні, але я не хотів, щоб попередження про присутність підводного човна було дано до того, як я отримаю можливість завдати свого торпедного удару по супротивнику.
Протягом деякого часу ми наосліп йшли під водою, не ризикуючи підняти перископ. Наш курс лежав, на північ від вершини півострова, до Габа Тепе. Там, перед північними мілинами, в перископ було помічено інший лінійний корабель. Мій довідник показав, що корабель належав до типу Triumph. Подібно до пігмеїв, що охороняють гіганта, навколо нього циркулював густий рій патрульних суден і есмінців.
"Прибрати перископ!" — і ми пірнули на сімдесят футів, прямуючи до лінкора і проходячи на глибині лінію патрульних сил. Шум їхніх гвинтів був добре чутний у човні.
Через чотири з половиною години після того, як я помітив лінійний корабель, що виявився самим HMS Triumph, я маневрував на SM U-21, виходячи в точку для торпедного пострілу і лише на найкоротші миті показуючи перископ на рівній поверхні моря.
Затамувавши подих, ми стояли з вахтовим офіцером у бойовій рубці.
"Підняти перископ!". HMS Triumph стояв бортом до нас у трьохстах ярдах відстані. Ніколи ще підводний човен не мав такої чудової мети.
"Торпеда – залп!" Моє серце билося, коли я віддавав цю команду.
А потім настав один із жахливих моментів. Підозра і нетерплячість схопили мене у свої залізні обійми. Незважаючи ні на що, я наказав підняти перископ. Випущена з човна торпеда швидко йшла вперед прямо туди, куди була спрямована — до носа нашого величезного супротивника. З води піднялася величезна хмара диму. Ми почули у бойовій рубці спочатку сухий металевий звук удару, а потім сильний вибух.
Моїм очам здалося страшне видовище. Мені важко було відірвати очі від перископа, але я спостерігав досить довго; за це ми могли заплатити своїм життям. У той момент, коли на поверхні води було виявлено білий слід торпеди, есмінці кинулися на човен з усіх напрямків.
"Перископ вниз!" І ми також пішли вниз. Я нічого не міг чути, крім звуків гвинтів наді мною, і праворуч і ліворуч. Чому я не пірнув у той момент, коли була випущена торпеда? Ті дві секунди, які я втратив, тепер були подібні до років. За наявності цього рою, що зібрався прямо над нашою головою, я справді почував себе так, ніби ми вже були приречені. Потім одна думка блискавкою осяяла мій мозок.
"Повний хід уперед!" — крикнув я, і ми пішли вперед тим курсом, яким йшла торпеда, прямо до величезного корабля, який ми вразили.
Це було безрозсудно, я припускаю. Але я змушений був ризикнути на цей маневр. Пірнувши так глибоко, як тільки можна було, ми пішли прямо під лінійний корабель, що тонув. Він міг з гуркотом поринути прямо над нашою головою, а потім човен і його величезний видобуток могли разом піти на дно. Однак цей божевільний, на перший погляд, маневр насправді врятував нас. Я міг чути за кормою дзижчання гвинтів есмінців, але вони прямували до того місця, де ми щойно були. Наш маневр пірнання під потопаючий лінійний корабель був настільки несподіваним, що ворог не мав про це жодного уявлення. Ми залишилися у безпеці. Тримаючись на великій глибині і не показуючи перископ, ми сліпо, але впевнено йшли геть. Коли я наважився нарешті спливти під перископ і кинути в нього погляд, то ми були вже далеко від того місця, де загинув HMS Triumph.»

### Потоплення лінійного корабля HMS Majestic
Після потоплення HMS Triumph Херзінг спробував знайти крейсер «Аскольд», який він бачив раніше і намагався атакувати, але не знайшов його. Оскільки лінійних кораблів у Габа-Тепе не було видно, він пішов на південь у район мису Хеллес. Тут рано-вранці 27 травня він побачив ще один колишній броненосець HMS Majestic. Корабель мав розставлені сітки Буллівана та був оточений сторожовими судами та транспортами. Проте торпеда досягла цілі, пройшовши в інтервалі між навколишніми кораблями, і за 7 хвилин старий корабель спочивав на глибині 16.5 метрів під водою. Через малу глибину частина корпусу корабля було видно над поверхнею моря.
Сам Герзінг розповідав про цю атаку так:
«...я попрямував до мису Хеллес.
"На цьому шляху щось можна буде зробити", — зауважив я своєму вахтовому офіцеру. У перископ можна було виявити більшу активність союзників біля узбережжя у довколишніх водах. Незабаром стало зрозуміло, що відбуватиметься висадка військ. Біля пологого берега стояло багато великих транспортів. За 500 ярдів від берега стояв на якорі великий лінійний корабель типу Majestic, що прикривав висадку десанту. Потоплення HMS Triumph призвело до посилення протичовнової охорони великих бойових кораблів союзників. Це було видно принаймні з того, що HMS Majestic був оточений майже непроникною охороною з численних дрібних суден. Атака човна ускладнювалася не лише труднощами зближення з ним на дистанцію торпедного пострілу, а й небезпекою, що торпеда може потрапити до одного з охоронних кораблів. Маневрування, яке я мав зробити на SM U-21 для пострілу, було найбільш заплутаним, яке тільки можна собі уявити. На наше щастя через свіжий вітер море було вкрите хвилями, які приховували перископ від спостерігачів супротивника.
Мій вахтовий офіцер, що стояв за мною, підняв перископ.
"Шістсот ярдів, — сказав я йому, змірявши дистанцію до мети. — Я думаю, що це найкраще, на що ми можемо розраховувати". Я добре прицілився в борт лінійного корабля, але ці прокляті маленькі кораблі продовжували раз у раз перерізати напрямок, яким мала йти торпеда. Вони були настільки набридливі, що якби навіть хтось із них отримав собі в борт цю торпеду, то це полегшило б моє роздратування. Моє терпіння вже добігало кінця, коли, нарешті, шлях для торпеди виявився вільним. Треба було поспішати.
"Торпеда – залп! — подав я повторювану команду. — Опустити перископ".
Ми одразу ж поринули на глибину і пішли під водою. Я був упевнений, що противник не помітив перископ і шлях торпеди на поверхні моря, що хвилюється, не був достатньо зрозумілий, щоб видати те місце, з якого вона була випущена. Я нетерпляче чекав звуку торпеди, що вибухнула, готовий відразу ж підняти перископ для швидкої оцінки, результатів атаки.
Нарешті, пролунав віддалений тріск — ми влучили в нашу ціль! "Підняти перископ!" Швидкий погляд у нього, і я побачив, що HMS Majestic сильно хилиться.
Для подальших спостережень більше ми не мали часу. Есмінці наближалися до нас. Коли ми пірнули на шістдесят футів, їх снаряди почали падати у воду над нами. Поступово SM U-21 відійшла на неабияку дистанцію від небезпечного місця. За годину знову привів човен на перископну глибину. Подібно до HMS Triumph, HMS Majestic перекинувся і лежав вгору кілем, що ще стирчав над поверхнею моря. Осторонь від нього на відстані півмилі знаходилася флотилія есмінців і патрульних суден, що здійснювала пошуки човна і поступово наближалася до SM U-21. Подальші спостереження в перископі ставали небезпечними, і я пішов з району загибелі HMS Majestic.
Пізніше мені казали, що HMS Majestic перекинувся через 4 хвилини після вибуху торпеди, а оскільки він стояв на дев'ятисадженій глибині, то його кіль залишився на поверхні води.
Сотні людей заплуталися в торпедних сітях, якими торпеда проклала собі шлях до мети. Проте, більша частина команди HMS Majestic була врятована французьким міноносцем, який, побачивши вибух, швидко повернув і пішов рятувати потопаючих.»
Герзінг був ненаситний і крейсував навколо ще 2 доби, доки не дізнався, що лінійні кораблі пішли до острова Мудрос. Потім він зробив зупинку біля турецького узбережжя на 1 день, повернувся до Дарданел і, не знайшовши об'єктів для нападу, 1 червня увійшов у протоку. При вході він потрапив у страшний вир, витримав відчайдушну боротьбу, щоб вибратися з нього, і 5 червня, маючи в запасі півтонни палива, прийшов до Константинополя, де був зустрінутий із невимовним захопленням. Своє важке завдання Герзінг  виконав із честю. Він полегшив становище турків і підбадьорив їх. Вигляд тонучих кораблів міг тільки викликати зневіру серед британських військ, що чіплялися за краєчок турецького півострова, що дістався їм насилу.

### Подальші успіхи Херзінга
SM U-21 залишався у Середземному морі протягом майже двох років. Бойових об'єктів для Герзінга в Дарданеллах вже не було, і тому він перейшли на війну проти союзного комерційного судноплавства.
Під час своїх експедицій до східної частини Середземного моря Герзінг іноді заходив до Бейрута та Тріполі. Він вийшов із Дарданел 4 липня і потопив біля Галліпольського півострова порожній французький транспорт «Картаж» (Carthage; 5601 т). Занурюючись, щоб уникнути патрулів, його човен мало не загинув від міни загородження, що вибухнула поблизу. 29 серпня Герзінг вийшов у наступне крейсерство і 18 вересня здійснив другу атаку на лінійний корабель HMS Swiftshure, але знову безуспішно. 26-го, побачивши, що зворотний шлях перегороджений мінними полями, він пішов у Полу, де SM U-21 простояла у ремонті до 22 січня 1916 року.
На початку 1916 року Герзінг на SM U-21 крейсував у сирійських водах, потім у східному басейні Середземного моря і 8 лютого помітив старий французький броненосний крейсер Amiral Charner. Подібно до інших застарілих броненосних крейсерів союзних флотів, він виявився вкрай уразливим для підводних атак, і його кінець був швидкий. Єдиний уцілілий з усієї команди в 335 чоловік був знайдений на плоту через багато днів; він був єдиним моряком, який зміг передати трагічну звістку.
30 квітня 1916 року, повертаючись із Північної Африки з турецькою місією, Герзінг знищив біля Мальти лайнер «Сіті оф Лакноу» (City of Lucknow; 3677 т).
Про один бій з транспортом, що виявився судном-пасткою, Герзінг розповідав.
«Навесні 1916 року біля Сицилії, неподалік міста Мессіни, я помітив невеликий пароплав, що йшов під британським прапором. Ми дали постріл по носі, але команда, мабуть, не розуміла нашої мови, і пароплав продовжував йти своїм курсом. Я повторив своє прохання іншим пострілом. Цього разу пароплав відповів пострілом із маленької зброї, встановленої в нього на носі. Снаряд упав із недольотом.
"Він хоче битися, — зауважив я своєму вахтовому офіцеру, — і ми дамо йому цю люб'язність".
Ми стояли на палубі біля бойової рубки. Я наказав дати повний хід, а артилерійській обслузі відкрити вогонь з носової зброї: "Стріляйте по ньому так швидко — як можете".
Човен і пароплав зблизилися, готуючись до бою на близькій дистанції. Ця жалюгідна маленька гармата в нього на носі вселяла нам тільки зневагу. Пароплав несподівано повернув на нас. У цей момент у нього на палубі впали щити, і ми побачили дула двох великих гармат. Чи підняв він військовий прапор, чи ні, я не бачив, але було ясно, що перед нами судно-пастка, один із знаменитих англійських кораблів типу Q. Це була моя перша зустріч із таким небезпечним супротивником.
Обидві гармати пароплава відкрили вогонь. Повсюди довкола човна рвалися у воді п'ятнадцятисантиметрові снаряди. Один із них потрапив і вибухнув у воді прямо переді мною, викликавши пекучий біль у моїй руці, нозі та обличчі. Я ледве звернув на це увагу в збудженні, що охопило мене.
Моєю першою думкою було зробити занурення. Але якби ми поринули, то він би знав, де нас шукати, і супроводжував би свої пошуки скиданням ще сильніших глибинних бомб.
У нас був інший шлях виходу і бою — постановка димової завіси. Сховавшись за нею, ми могли спокійно піти від супротивника, користуючись своєю гарною швидкістю, і потім уже непомітно поринути. Коли я наказав поставити димову завісу, снаряди рвалися вже з усіх боків. Я стояв напівосліплений, напівнепритомний, по обличчю текла кров. Дим виривався густими хмарами, але снаряди перестали падати близько. Ми рятували своє життя, йдучи від ворога, а потім через кілька хвилин занурились.»
На початку 1917 року Герзінг здійснив зворотний перехід до Німеччини, куди було відкликано багато човнів для сезонної кампанії проти англійської торгівлі. У лютому 1917 року, під час переходу до Німеччини, Герзінг влаштував бійню торговим судам біля берегів Португалії та Ірландії. Так, за один день 22 лютого 1917 року він потопив 8 торгових суден, з них 7 були під голландським прапором, а всього в цьому поході Герзінг потопив 13 торгових кораблів. Ось як цю подію викладають британські історики Річард Гібсон та Моріс Прендергаст у своїй книзі «Німецька підводна війна 1914–1918 рр.»:
«Герзінг пішов із Середземного моря у лютому, і його повернення додому з U-21 було відзначено надзвичайним інцидентом. Не підозрюючи, що німецький уряд гарантував "вільний прохід" через небезпечну зону каравану з 8 голландських пароплавів, 22 лютого Герзінг побачив у Фалмоута спокусливу ціль. Звичайно, конвою ніякого не було, і він один за одним атакував і потопив 6 голландських суден. Тільки своєчасне прибуття рятувальних судів врятувало решту двох. Повернувшись додому, Герзінг дізнався, що його "злочин був предметом запеклої суперечки між Голландією та Німеччиною. Це блискучий приклад слабкої влади Берліна над своїми ж власними силами.»
Після приходу до Німеччини, з 4 березня 1917 року по 11 листопада 1918 року, SM U-21 значився в 3-й флотилії підводних човнів і здійснив кілька походів у Північне море і до берегів Ірландії. 31 серпня 1918 року Герзінг здав командування човном. Наприкінці 1918 року займався поверненням німецьких військ з Прибалтики, зокрема з міста Риги.
22 лютого 1919 року SM U-21, при прямуванні в один з британських портів для здачі і затонув в результаті надходження воду всередину корпусу човна. У тому, що стався цей «нещасний випадок», є чимала заслуга Герзінга, який зробив усе, щоб його підводний човен не дістався ворогові.

### Підсумки діяльності Отто Герзінга
Всього за час бойових дій потопив 4 військові кораблі водотоннажністю 34 575 тонн і 36 торгових суден (79 005 тонн), а також пошкодив 2 вантажні судна (8918 тонн). Герзінг посідає 27-ме місце в списку найрезультативніших німецьких підводників Першої світової війни.

### Доля Герзінга після Першої світової війни
31 липня 1924 року Герзінг був прийнятий на активну службу в рейхсмаріне. Він служив офіцером зв'язку до 1935 року, потім, після приходу до влади нацистів, вийшов у відставку.  Вийшовши у відставку, Отто Герзінг зайнявся сільським господарством і вирощував картоплю.

## Звання
- Морський кадет (1 квітня 1903)
- Фенріх-цур-зее (15 квітня 1904)
- Лейтенант-цур-зее (28 вересня 1906)
- Оберлейтенант-цур-зее (13 березня 1909)
- Капітан-лейтенант (16 грудня 1914)
- Корветтен-капітан (1 лютого 1922)
- Фрегаттен-капітан запасу (27 серпня 1939) — підвищений з нагоди 25-ї річниці битви під Танненбергом.

## Нагороди
- Залізний хрест 2-го і 1-го класу
- Галліполійська зірка (Османська імперія)
- Срібна медаль «Ліякат» з шаблями (Османська імперія)
- Срібна медаль «Імтіяз» за шаблями (Османська імперія)
- Орден Залізної Корони 3-го класу (Австро-Угорщина)
- Хрест «За військові заслуги» (Австро-Угорщина) 3-го класу з військовою відзнакою
- Pour le Mérite (5 червня 1915) — за потоплення двох британських лінкорів. Другий (після Отто Веддігена) і єдиний на той момент живий нагороджений підводник.
- Почесний громадянин міста Бад-Кройцнах (1915)
- Ганзейський хрест (Гамбург)
- Орден Альберта (Саксонія), офіцерський хрест з мечами
- Нагрудний знак підводника (1918)
- Почесний член стрілецької асоціації Греммендорфа (Мюнстер), карнавального товариства «Пенгелантон» і військово-морського товариства Мюнстера
- Почесний хрест ветерана війни з мечами

## Вшанування пам'яті
На честь Герзінга названі вулиці в Бремергафені (Hersingstraße) і Бад-Кройцнаху (Otto-Hersing-Straße; 1915), дорога в Мюнстері (Otto-Hersing-Weg) та військово-морське товариство в Гальтерн-ам-Зее (Marine-Kameradschaft „Otto Hersing“).